# Salmān al-Fārisī

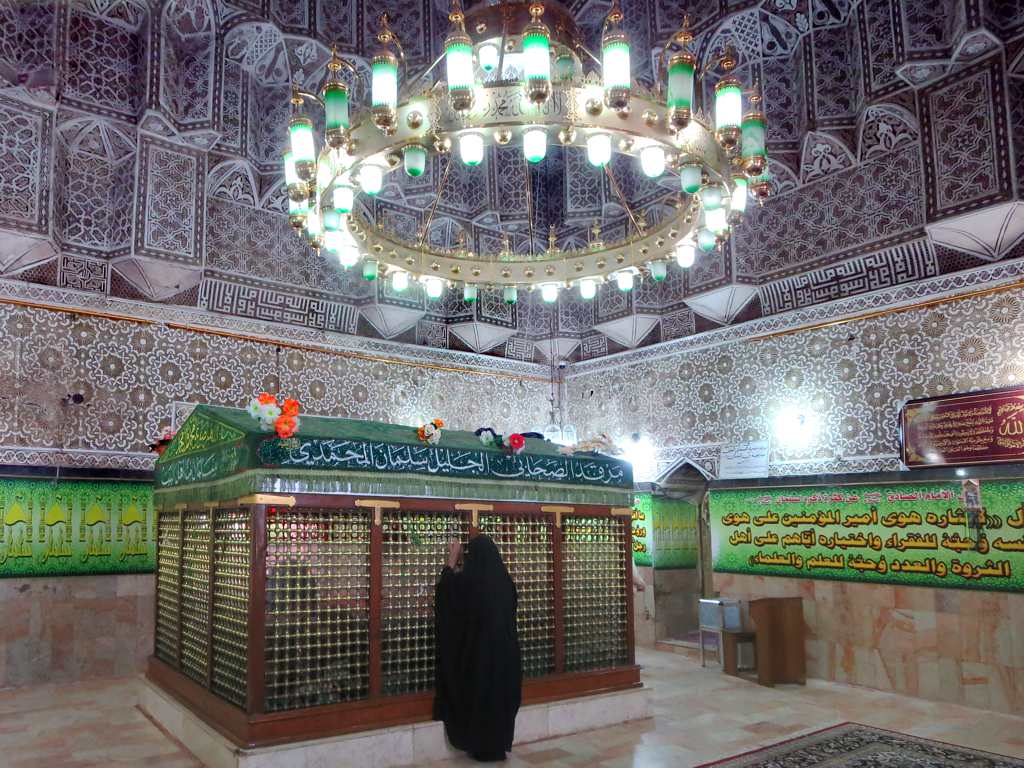
Grabmal von Salmān al-Fārisī in Madain, südlich von Bagdad

Salmān al-Fārisī, auch Salman (al-)Farsi (arabisch سلمان الفارسي ‚Salmān der Perser‘, persisch auch Salmān-e Pāk „Salmān der Reine“; geboren in Isfahan), war ein persischer Traditionarier und Gefährte des Religionsstifters Mohammed. Er wird von Schiiten stark verehrt. Er gilt als der erste Perser, der zum Islam konvertierte. Die Überlieferungen über sein Leben tragen zum Teil legendenhafte Züge. Von einigen wird seine historische Existenz sogar ganz bezweifelt.

## Überlieferungen über sein Leben
Nach der Überlieferung von Ibn Ishaq wurde Salman als Sohn eines ländlichen Notabeln in der Ortschaft Dschayy geboren und im Zoroastrismus erzogen. Er brachte es dabei bis zum Hüter des Feuers. Nach Kontakten mit Christen wurde er von seinem Vater an den Füßen gefesselt im Haus eingesperrt. Er entkam mit Hilfe von Christen mit einer Karawane, reiste nach Syrien und schloss sich dort einem Bischof an, den er nach seinem Tod als Betrüger entlarvte. Der Nachfolger des Bischofs war ein rechtschaffener und gläubiger Mann. Ihn fragt Salman auf dessen Sterbebett, wohin er sich wenden soll. Dieser empfiehlt ihm einen Mann in Mosul. Die Geschichte mit den aufrechten Gläubigen, die er auf dem Sterbebett um Rat fragt, wiederholt sich in Mosul, Nusaybin und Amuriyya. Dort berichtet ihm sein religiöser Führer auf dem Sterbebett von einem Propheten in Arabien. Er beschreibt ihm die Umgebung und erklärte ihm die Zeichen des Prophetentums. Salman schließt sich Beduinen vom Stamm der Ka'b an, die ihn aber betrügen und in Wadi al-Qura als Sklave an einen Juden verkaufen. Er gelangt nach Yathrib, dem späteren Medina. Nach der Hidschra trifft er Mohammed und erkennt alle Zeichen des Prophetentums. Auf Rat von Mohammed schließt er einen Vertrag mit seinem Herrn, der ihm gegen 300 Dattelpalmen und Gold und Silber den Freikauf ermöglicht. Mohammed und seine Genossen schenken ihm die Palmen, die Mohammed persönlich einpflanzt. Anschließend gibt Mohammed ihm das notwendige Gold, um sich freizukaufen. Salman beteiligte sich dann an der Grabenschlacht.
Überlieferungen zufolge soll Salman bei der Grabenschlacht den Vorschlag, einen Graben auszuheben, gemacht haben. Dieser (von Ibn Hischām geschilderte) Umstand wird in den frühesten Überlieferungen (Ibn Ishaq) nicht bestätigt und wurde möglicherweise erfunden, um einem Perser diese Verteidigungstechnik mit der persischen Bezeichnung zuzuschreiben.
Berichte über Salmans Rolle bei der islamischen Eroberung des Perserreichs und sein Amt als Gouverneur sind ohne Aussagekraft. Nach dem Tode Mohammeds und der Ernennung von Abu Bakr als Nachfolger wird Salman von schiitischer Seite der kryptische Ausspruch: „Ihr habt es getan und doch nicht getan“ zugeschrieben.

## Rolle als Traditionarier und in der islamischen Frömmigkeit

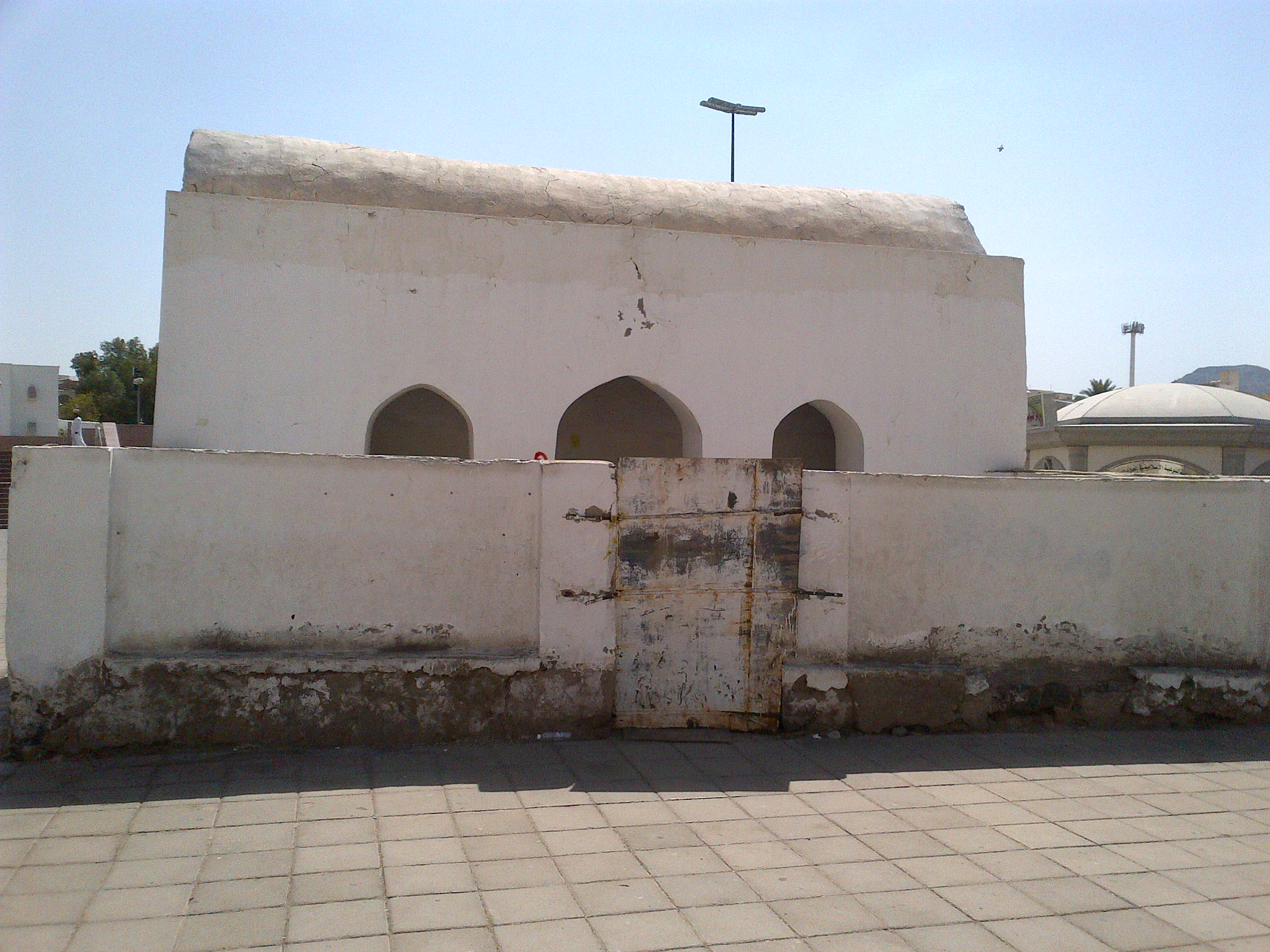
Moschee von Salman dem Perser in Medina, Saudi-Arabien

Salmān al-Fārisī erscheint als einer der Hauptgewährsleute für die Berichte über die Ereignisse kurz vor und nach dem Tode Mohammeds, die in dem schiitischen Kitāb Sulaim ibn Qais enthalten sind. Ihm werden auch Überlieferungen über Mohammed zugeschrieben, die eine Prophezeiung beinhalten, dass die Perser den besseren Teil der muslimischen Gemeinschaft bilden werden.
Salman gilt auch als Schutzpatron der Barbiere. Sein Grab soll sich in Salman Pak, im heutigen Irak, befinden. Die Moschee ist Ziel insbesondere von schiitischen Pilgern. Andere Überlieferungen jedoch lokalisieren das Grab Salmans in der Umgebung von Isfahan. Salman spielt auch in der islamischen Mystik eine wichtige Rolle. Er ist Bestandteil der mystischen Kette verschiedener Sufi-Orden. Bei den Nusairiern gilt Salman neben dem Imam Ali, als dessen Jünger, der von einem Löwen angefallen und von dem Imam gerettet wurde, und Mohammed als Teil der Trinität.